# Route magistrale 17 (Serbie)
Pour les articles homonymes, voir M17 et Route 17.
La Route Magistrale 17 (en serbe : Државни пут ІВ реда број 17, Državni put IB reda broj 17 ; Магистрала број 17, Magistrala broj 17) est une route nationale de Serbie courte de 11 km qui relie entre elles la frontière serbo-croate jusqu’au village de Srpski Miletić.
Cette route nationale traverse seulement la province autonome serbe de Voïvodine.
À ce jour, elle ne comporte aucune section autoroutière (Voie Rapide en 2 x 2 voies).

## Description du tracé

### Route Magistrale 17; DeBogojevo(Poste-frontière) àSrpski Miletić(village)
| Route Magistrale 17 Bogojevo (Poste-frontière) - Srpski Miletić (village) |                |            |                                          |        |
|                                                                           | Dénominations  | Connexions | Destinations                             | BK     |
| Bogojevo                                                                  | Croatie        |            | Route nationale croate 213 (vers Zagreb) | 0      |
| panneau bifurcations                                                      | Bogojevo       | 107        | Apatin                                   | 0,576  |
| panneau bifurcations                                                      | Srpski Miletić |            | Sombor, Odžaci, Bačka Palanka            | 10,980 |